# Daihatsu New Line
Daihatsu New Line — серия малотоннажных грузовых автомобилей, выпускавшихся с 1963 по 1968 год японской компанией Daihatsu. За их основу были взяты кей-кары и микровэны Daihatsu Hijet. Автомобили оснащались рядным четырёхцилиндровым двигателем объёмом 797 см3, который также применялся в Daihatsu Compagno.

## Первое поколение (L50)
Daihatsu New-Line L50 с переднемоторной компоновкой дебютировал в январе 1963 года. В отличие от Hijet, длина увеличена на 350 мм, масса составляет 500 кг, а грузовой отсек увеличен с 1075 до 1405 мм. Автомобиль оснащался двигателем объёмом 800 см3, мощностью 30 кВт (41 л. с.). Коробка передач — трёхступенчатая механическая. Максимальная скорость составляет 95 км/ч.
Автомобиль Daihatsu New-Line L50 не соответствовал строгим стандартам кей-каров того времени и продавался лишь в небольших количествах. В феврале 1966 года автомобиль был снят с производства.

## Второе поколение (S50)
Daihatsu New-Line Cab (S50, S50T), запущенный в производство в феврале 1966 года, оснащался двигателем FC OHV I4 объёмом 797 см3, который также применялся в Daihatsu Compagno. Коробка передач — четырёхступенчатая механическая. В марте 1968 года автомобиль был снят с производства и заменён моделью Daihatsu Delta 750.